# Heineken Cup 2007/08
Der Heineken Cup 2007/08 war die 13. Ausgabe des Heineken Cup (Vorgänger des European Rugby Champions Cup), dem wichtigsten europäischen Pokalwettbewerb im Rugby Union. Beteiligt waren 24 Mannschaften aus sechs Ländern. Wegen der im September und Oktober stattfindenden Weltmeisterschaft musste der Saisonstart um drei Wochen verschoben werden. Das erste der insgesamt 79 Spiele wurde am 9. November 2007 ausgetragen, das Finale fand am 24. Mai 2008 im Millennium Stadium in Cardiff statt. Pokalsieger wurde Munster Rugby aus Irland, das im Finale die französische Mannschaft Stade Toulousain schlug.

## Modus
Die Teilnehmer wurden am 20. Juni 2007 in sechs Gruppen mit je vier Mannschaften eingeteilt. Jede Mannschaft spielte je ein Heim- und ein Auswärtsspiel gegen die drei Gruppengegner. In der Gruppenphase erhielten die Mannschaften
- vier Punkte für einen Sieg
- zwei Punkte für ein Unentschieden
- einen Bonuspunkt bei vier oder mehr Versuchen
- einen Bonuspunkt bei einer Niederlage mit weniger als sieben Punkten Differenz

Für das Viertelfinale qualifizierten sich die sechs Gruppensieger (nach Anzahl gewonnener Punkte auf den Plätzen 1–6 klassiert) und die zwei besten Gruppenzweiten (auf den Plätzen 7–8 klassiert). Mannschaften auf den Plätzen 1–4 hatten im Viertelfinale Heimrecht. Es spielten der Erste gegen den Achten, der Zweite gegen den Siebten, der Dritte gegen den Sechsten und der Vierte gegen den Fünften.

## Vorqualifikation
In der Vorqualifikation traf die am schlechtesten platzierte und nicht automatisch für den Heineken Cup qualifizierte Mannschaft der Celtic League auf die drittplatzierte Mannschaft der italienischen Meisterschaft Super 10, um den 24. Startplatz zu ermitteln.
| 18. Mai 2007 | Newport Gwent Dragons | 22 : 15 | Rugby Calvisano | Rodney Parade, Newport |
| 18. Mai 2007 |                       |         |                 | Rodney Parade, Newport |

## Gruppenphase

### Gruppe 1
|    | Team                   | Spiele | Siege | Unent. | Ndlg. | Spiel- punkte | Diff. | Bonus- punkte | Tabellen- punkte |
| -- | ---------------------- | ------ | ----- | ------ | ----- | ------------- | ----- | ------------- | ---------------- |
| 1. | London Irish           | 6      | 5     | 0      | 1     | 182:100       | + 82  | 4             | 24               |
| 2. | USA Perpignan          | 6      | 5     | 0      | 1     | 181:79        | + 92  | 2             | 22               |
| 3. | Newport Gwent Dragons  | 6      | 1     | 0      | 5     | 117:191       | − 74  | 4             | 8                |
| 4. | Benetton Rugby Treviso | 6      | 1     | 0      | 5     | 107:207       | − 100 | 1             | 5                |

| 9. November 2007 21:00 MEZ | USA Perpignan | 23 : 19 | Newport Gwent Dragons | Stade Aimé-Giral, Perpignan Zuschauer: 10.250 |
| 9. November 2007 21:00 MEZ | Bericht       |         |                       | Stade Aimé-Giral, Perpignan Zuschauer: 10.250 |

| 10. November 2007 15:00 WEZ | London Irish | 42 : 9 | Benetton Rugby Treviso | Madejski Stadium, Reading Zuschauer: 6.771 |
| 10. November 2007 15:00 WEZ | Bericht      |        |                        | Madejski Stadium, Reading Zuschauer: 6.771 |

| 17. November 2007 13:30 WEZ | Newport Gwent Dragons | 17 : 45 | London Irish | Rodney Parade, Newport Zuschauer: 6.132 |
| 17. November 2007 13:30 WEZ | Bericht               |         |              | Rodney Parade, Newport Zuschauer: 6.132 |

| 17. November 2007 13:30 WEZ | Benetton Rugby Treviso | 17 : 29 | USA Perpignan | Stadio Comunale di Monigo, Treviso Zuschauer: 3.000 |
| 17. November 2007 13:30 WEZ | Bericht                |         |               | Stadio Comunale di Monigo, Treviso Zuschauer: 3.000 |

| 8. Dezember 2007 14:30 WEZ | Benetton Rugby Treviso | 33 : 35 | Newport Gwent Dragons | Stadio Comunale di Monigo, Treviso Zuschauer: 3.000 |
| 8. Dezember 2007 14:30 WEZ | Bericht                |         |                       | Stadio Comunale di Monigo, Treviso Zuschauer: 3.000 |

| 9. Dezember 2007 14:30 WEZ | London Irish | 24 : 16 | USA Perpignan | Madejski Stadium, Reading Zuschauer: 8.301 |
| 9. Dezember 2007 14:30 WEZ | Bericht      |         |               | Madejski Stadium, Reading Zuschauer: 8.301 |

| 15. Dezember 2007 14:30 WEZ | Newport Gwent Dragons | 22 : 24 | Benetton Rugby Treviso | Rodney Parade, Newport Zuschauer: 4.516 |
| 15. Dezember 2007 14:30 WEZ | Bericht               |         |                        | Rodney Parade, Newport Zuschauer: 4.516 |

| 15. Dezember 2007 16:30 MEZ | USA Perpignan | 23 : 6 | London Irish | Stade Aimé-Giral, Perpignan Zuschauer: 11.230 |
| 15. Dezember 2007 16:30 MEZ | Bericht       |        |              | Stade Aimé-Giral, Perpignan Zuschauer: 11.230 |

| 12. Januar 2008 13:30 WEZ | London Irish | 41 : 24 | Newport Gwent Dragons | Madejski Stadium, Reading Zuschauer: 8.277 |
| 12. Januar 2008 13:30 WEZ | Bericht      |         |                       | Madejski Stadium, Reading Zuschauer: 8.277 |

| 12. Januar 2008 18:30 MEZ | USA Perpignan | 55 : 13 | Benetton Rugby Treviso | Stade Aimé-Giral, Perpignan Zuschauer: 9.500 |
| 12. Januar 2008 18:30 MEZ | Bericht       |         |                        | Stade Aimé-Giral, Perpignan Zuschauer: 9.500 |

| 19. Januar 2008 13:30 WEZ | Newport Gwent Dragons | 0 : 25 | USA Perpignan | Rodney Parade, Newport Zuschauer: 5.496 |
| 19. Januar 2008 13:30 WEZ | Bericht               |        |               | Rodney Parade, Newport Zuschauer: 5.496 |

| 19. Januar 2008 14:30 MEZ | Benetton Rugby Treviso | 11 : 24 | London Irish | Stadio Comunale di Monigo, Treviso Zuschauer: 3.500 |
| 19. Januar 2008 14:30 MEZ | Bericht                |         |              | Stadio Comunale di Monigo, Treviso Zuschauer: 3.500 |

### Gruppe 2
|    | Team                | Spiele | Siege | Unent. | Ndlg. | Spiel- punkte | Diff. | Bonus- punkte | Tabellen- punkte |
| -- | ------------------- | ------ | ----- | ------ | ----- | ------------- | ----- | ------------- | ---------------- |
| 1. | Gloucester Rugby    | 6      | 5     | 0      | 1     | 184:119       | + 65  | 4             | 24               |
| 2. | Ospreys             | 6      | 5     | 0      | 1     | 164:102       | + 62  | 1             | 21               |
| 3. | CS Bourgoin-Jallieu | 6      | 1     | 0      | 5     | 118:174       | − 56  | 4             | 8                |
| 4. | Ulster Rugby        | 6      | 1     | 0      | 5     | 102:173       | − 71  | 1             | 5                |

| 9. November 2007 14:30 WEZ | Ulster Rugby | 14 : 32 | Gloucester Rugby | Ravenhill Stadium, Belfast Zuschauer: 13.000 |
| 9. November 2007 14:30 WEZ | Bericht      |         |                  | Ravenhill Stadium, Belfast Zuschauer: 13.000 |

| 10. November 2007 17:30 WEZ | Ospreys | 22 : 15 | CS Bourgoin-Jallieu | Liberty Stadium, Swansea Zuschauer: 9.704 |
| 10. November 2007 17:30 WEZ | Bericht |         |                     | Liberty Stadium, Swansea Zuschauer: 9.704 |

| 16. November 2007 17:30 WEZ | Gloucester Rugby | 26 : 18 | Ospreys | Kingsholm Stadium, Gloucester Zuschauer: 16.500 |
| 16. November 2007 17:30 WEZ | Bericht          |         |         | Kingsholm Stadium, Gloucester Zuschauer: 16.500 |

| 16. November 2007 21:00 MEZ | CS Bourgoin-Jallieu | 24 : 17 | Ulster Rugby | Stade Pierre-Rajon, Bourgoin-Jallieu Zuschauer: 6.000 |
| 16. November 2007 21:00 MEZ | Bericht             |         |              | Stade Pierre-Rajon, Bourgoin-Jallieu Zuschauer: 6.000 |

| 7. Dezember 2007 20:00 WEZ | Ospreys | 48 : 17 | Ulster Rugby | Liberty Stadium, Swansea Zuschauer: 8.082 |
| 7. Dezember 2007 20:00 WEZ | Bericht |         |              | Liberty Stadium, Swansea Zuschauer: 8.082 |

| 7. Dezember 2007 21:00 MEZ | CS Bourgoin-Jallieu | 7 : 31 | Gloucester Rugby | Stade Pierre-Rajon, Bourgoin-Jallieu Zuschauer: 6.500 |
| 7. Dezember 2007 21:00 MEZ | Bericht             |        |                  | Stade Pierre-Rajon, Bourgoin-Jallieu Zuschauer: 6.500 |

| 14. Dezember 2007 20:00 WEZ | Ulster Rugby | 8 : 16 | Ospreys | Ravenhill Stadium, Belfast Zuschauer: 9.665 |
| 14. Dezember 2007 20:00 WEZ | Bericht      |        |         | Ravenhill Stadium, Belfast Zuschauer: 9.665 |

| 15. Dezember 2007 15:00 WEZ | Gloucester Rugby | 51 : 27 | CS Bourgoin-Jallieu | Kingsholm Stadium, Gloucester Zuschauer: 12.370 |
| 15. Dezember 2007 15:00 WEZ | Bericht          |         |                     | Kingsholm Stadium, Gloucester Zuschauer: 12.370 |

| 11. Januar 2008 19:30 WEZ | Ulster Rugby | 25 : 24 | CS Bourgoin-Jallieu | Ravenhill Stadium, Belfast Zuschauer: 8.340 |
| 11. Januar 2008 19:30 WEZ | Bericht      |         |                     | Ravenhill Stadium, Belfast Zuschauer: 8.340 |

| 12. Januar 2008 17:30 WEZ | Ospreys | 32 : 15 | Gloucester Rugby | Liberty Stadium, Swansea Zuschauer: 18.017 |
| 12. Januar 2008 17:30 WEZ | Bericht |         |                  | Liberty Stadium, Swansea Zuschauer: 18.017 |

| 20. Januar 2008 13:00 WEZ | Gloucester Rugby | 29 : 21 | Ulster Rugby | Kingsholm Stadium, Gloucester Zuschauer: 12.480 |
| 20. Januar 2008 13:00 WEZ | Bericht          |         |              | Kingsholm Stadium, Gloucester Zuschauer: 12.480 |

| 20. Januar 2008 14:00 MEZ | CS Bourgoin-Jallieu | 21 : 28 | Ospreys | Stade Pierre-Rajon, Bourgoin-Jallieu Zuschauer: 5.500 |
| 20. Januar 2008 14:00 MEZ | Bericht             |         |         | Stade Pierre-Rajon, Bourgoin-Jallieu Zuschauer: 5.500 |

### Gruppe 3
|    | Team           | Spiele | Siege | Unent. | Ndlg. | Spiel- punkte | Diff. | Bonus- punkte | Tabellen- punkte |
| -- | -------------- | ------ | ----- | ------ | ----- | ------------- | ----- | ------------- | ---------------- |
| 1. | Cardiff Blues  | 6      | 4     | 1      | 1     | 124:76        | + 48  | 2             | 20               |
| 2. | Stade Français | 6      | 4     | 0      | 2     | 120:92        | + 28  | 2             | 18               |
| 3. | Bristol Rugby  | 6      | 3     | 0      | 3     | 83:80         | + 3   | 0             | 12               |
| 4. | Harlequins     | 6      | 0     | 1      | 5     | 62:141        | − 79  | 0             | 2                |

| 10. November 2007 14:35 MEZ | Stade Français | 37 : 17 | Harlequins | Stade Jean-Bouin, Paris Zuschauer: 12.000 |
| 10. November 2007 14:35 MEZ | Bericht        |         |            | Stade Jean-Bouin, Paris Zuschauer: 12.000 |

| 11. November 2007 13:00 WEZ | Cardiff Blues | 34 : 18 | Bristol Rugby | Cardiff Arms Park, Cardiff Zuschauer: 10.531 |
| 11. November 2007 13:00 WEZ | Bericht       |         |               | Cardiff Arms Park, Cardiff Zuschauer: 10.531 |

| 17. November 2007 15:30 WEZ | Harlequins | 13 : 13 | Cardiff Blues | The Stoop, London Zuschauer: 11.304 |
| 17. November 2007 15:30 WEZ | Bericht    |         |               | The Stoop, London Zuschauer: 11.304 |

| 18. November 2007 15:00 WEZ | Bristol Rugby | 17 : 0 | Stade Français | Memorial Stadium, Bristol Zuschauer: 10.756 |
| 18. November 2007 15:00 WEZ | Bericht       |        |                | Memorial Stadium, Bristol Zuschauer: 10.756 |

| 8. Dezember 2007 15:00 WEZ | Harlequins | 3 : 17 | Bristol Rugby | The Stoop, London Zuschauer: 7.288 |
| 8. Dezember 2007 15:00 WEZ | Bericht    |        |               | The Stoop, London Zuschauer: 7.288 |

| 9. Dezember 2007 15:00 MEZ | Stade Français | 12 : 6 | Cardiff Blues | Stade Jean-Bouin, Paris Zuschauer: 8.972 |
| 9. Dezember 2007 15:00 MEZ | Bericht        |        |               | Stade Jean-Bouin, Paris Zuschauer: 8.972 |

| 15. Dezember 2007 13:35 WEZ | Cardiff Blues | 31 : 21 | Stade Français | Cardiff Arms Park, Cardiff Zuschauer: 12.114 |
| 15. Dezember 2007 13:35 WEZ | Bericht       |         |                | Cardiff Arms Park, Cardiff Zuschauer: 12.114 |

| 16. Dezember 2007 15:00 WEZ | Bristol Rugby | 20 : 7 | Harlequins | Memorial Stadium, Bristol Zuschauer: 7.951 |
| 16. Dezember 2007 15:00 WEZ | Bericht       |        |            | Memorial Stadium, Bristol Zuschauer: 7.951 |

| 11. Januar 2007 20:00 WEZ | Cardiff Blues | 23 : 12 | Harlequins | Stade Jean-Bouin, Paris Zuschauer: 8.783 |
| 11. Januar 2007 20:00 WEZ | Bericht       |         |            | Stade Jean-Bouin, Paris Zuschauer: 8.783 |

| 11. Januar 2007 21:00 MEZ | Stade Français | 19 : 11 | Bristol Rugby | Cardiff Arms Park, Cardiff Zuschauer: 9.716 |
| 11. Januar 2007 21:00 MEZ | Bericht        |         |               | Cardiff Arms Park, Cardiff Zuschauer: 9.716 |

| 20. Januar 2007 15:00 WEZ | Bristol Rugby | 0 : 17 | Cardiff Blues | Memorial Stadium, Bristol Zuschauer: 11.289 |
| 20. Januar 2007 15:00 WEZ | Bericht       |        |               | Memorial Stadium, Bristol Zuschauer: 11.289 |

| 20. Januar 2007 15:00 WEZ | Harlequins | 10 : 31 | Stade Français | The Stoop, London Zuschauer: 11.737 |
| 20. Januar 2007 15:00 WEZ | Bericht    |         |                | The Stoop, London Zuschauer: 11.737 |

### Gruppe 4
|    | Team               | Spiele | Siege | Unent. | Ndlg. | Spiel- punkte | Diff. | Bonus- punkte | Tabellen- punkte |
| -- | ------------------ | ------ | ----- | ------ | ----- | ------------- | ----- | ------------- | ---------------- |
| 1. | Saracens           | 6      | 5     | 0      | 1     | 225:119       | + 106 | 4             | 24               |
| 2. | Biarritz Olympique | 6      | 4     | 0      | 2     | 109:116       | − 7   | 2             | 18               |
| 3. | Glasgow Warriors   | 6      | 3     | 0      | 3     | 130:127       | + 3   | 4             | 16               |
| 4. | Rugby Viadana      | 6      | 0     | 0      | 6     | 106:208       | − 102 | 3             | 3                |

| 10. November 2007 14:30 MEZ | Rugby Viadana | 11 : 19 | Biarritz Olympique | Stadio Luigi Zaffanella, Viadana Zuschauer: 2.920 |
| 10. November 2007 14:30 MEZ | Bericht       |         |                    | Stadio Luigi Zaffanella, Viadana Zuschauer: 2.920 |

| 11. November 2007 15:00 WEZ | Saracens | 33 : 31 | Glasgow Warriors | Vicarage Road, Watford Zuschauer: 7.012 |
| 11. November 2007 15:00 WEZ | Bericht  |         |                  | Vicarage Road, Watford Zuschauer: 7.012 |

| 16. November 2007 19:30 WEZ | Glasgow Warriors | 41 : 31 | Viadana Rugby | Firhill Stadium, Glasgow Zuschauer: 1.722 |
| 16. November 2007 19:30 WEZ | Bericht          |         |               | Firhill Stadium, Glasgow Zuschauer: 1.722 |

| 17. November 2007 16:30 MEZ | Biarritz Olympique | 22 : 21 | Saracens | Parc des Sports d’Aguiléra, Biarritz Zuschauer: 9.000 |
| 17. November 2007 16:30 MEZ | Bericht            |         |          | Parc des Sports d’Aguiléra, Biarritz Zuschauer: 9.000 |

| 8. Dezember 2007 15:00 WEZ | Saracens | 71 : 7 | Rugby Viadana | Vicarage Road, Watford Zuschauer: 5.982 |
| 8. Dezember 2007 15:00 WEZ | Bericht  |        |               | Vicarage Road, Watford Zuschauer: 5.982 |

| 9. Dezember 2007 13:00 WEZ | Glasgow Warriors | 9 : 6 | Biarritz Olympique | Firhill Stadium, Glasgow Zuschauer: 2.194 |
| 9. Dezember 2007 13:00 WEZ | Bericht          |       |                    | Firhill Stadium, Glasgow Zuschauer: 2.194 |

| 14. Dezember 2007 21:00 MEZ | Biarritz Olympique | 21 : 14 | Glasgow Warriors | Parc des Sports d’Aguiléra, Biarritz Zuschauer: 7.200 |
| 14. Dezember 2007 21:00 MEZ | Bericht            |         |                  | Parc des Sports d’Aguiléra, Biarritz Zuschauer: 7.200 |

| 15. Dezember 2007 14:30 MEZ | Rugby Viadana | 26 : 34 | Saracens | Stadio Luigi Zaffanella, Viadana Zuschauer: 3.400 |
| 15. Dezember 2007 14:30 MEZ | Bericht       |         |          | Stadio Luigi Zaffanella, Viadana Zuschauer: 3.400 |

| 12. Januar 2008 14:30 MEZ | Rugby Viadana | 15 : 18 | Glasgow Warriors | Stadio Luigi Zaffanella, Viadana Zuschauer: 2.270 |
| 12. Januar 2008 14:30 MEZ | Bericht       |         |                  | Stadio Luigi Zaffanella, Viadana Zuschauer: 2.270 |

| 12. Januar 2008 15:30 WEZ | Saracens | 45 : 16 | Biarritz Olympique | Vicarage Road, Watford Zuschauer: 8.656 |
| 12. Januar 2008 15:30 WEZ | Bericht  |         |                    | Vicarage Road, Watford Zuschauer: 8.656 |

| 18. Januar 2008 20:00 WEZ | Glasgow Warriors | 17 : 21 | Saracens | Firhill Stadium, Glasgow Zuschauer: 5.213 |
| 18. Januar 2008 20:00 WEZ | Bericht          |         |          | Firhill Stadium, Glasgow Zuschauer: 5.213 |

| 18. Januar 2008 21:00 MEZ | Biarritz Olympique | 25 : 16 | Rugby Viadana | Parc des Sports d’Aguiléra, Biarritz Zuschauer: 6.000 |
| 18. Januar 2008 21:00 MEZ | Bericht            |         |               | Parc des Sports d’Aguiléra, Biarritz Zuschauer: 6.000 |

### Gruppe 5
|    | Team                  | Spiele | Siege | Unent. | Ndlg. | Spiel- punkte | Diff. | Bonus- punkte | Tabellen- punkte |
| -- | --------------------- | ------ | ----- | ------ | ----- | ------------- | ----- | ------------- | ---------------- |
| 1. | Munster Rugby         | 6      | 4     | 0      | 2     | 148:95        | + 53  | 3             | 19               |
| 2. | ASM Clermont Auvergne | 6      | 4     | 0      | 2     | 189:128       | + 61  | 3             | 19               |
| 3. | London Wasps          | 6      | 4     | 0      | 2     | 152:127       | + 25  | 2             | 18               |
| 4. | Llanelli Scarlets     | 6      | 0     | 0      | 6     | 74:213        | − 139 | 0             | 0                |

| 10. November 2007 17:30 WEZ | London Wasps | 24 : 23 | Munster Rugby | Ricoh Arena, Coventry Zuschauer: 21.506 |
| 10. November 2007 17:30 WEZ | Bericht      |         |               | Ricoh Arena, Coventry Zuschauer: 21.506 |

| 11. November 2007 16:00 MEZ | ASM Clermont Auvergne | 48 : 21 | Llanelli Scarlets | Stade Marcel-Michelin, Clermont-Ferrand Zuschauer: 13.000 |
| 11. November 2007 16:00 MEZ | Bericht               |         |                   | Stade Marcel-Michelin, Clermont-Ferrand Zuschauer: 13.000 |

| 17. November 2007 17:30 WEZ | Llanelli Scarlets | 17 : 33 | London Wasps | Stradey Park, Llanelli Zuschauer: 9.557 |
| 17. November 2007 17:30 WEZ | Bericht           |         |              | Stradey Park, Llanelli Zuschauer: 9.557 |

| 18. November 2007 13:00 WEZ | Munster Rugby | 36 : 13 | ASM Clermont Auvergne | Thomond Park, Limerick Zuschauer: 12.003 |
| 18. November 2007 13:00 WEZ | Bericht       |         |                       | Thomond Park, Limerick Zuschauer: 12.003 |

| 8. Dezember 2007 14:35 WEZ | ASM Clermont Auvergne | 37 : 27 | London Wasps | Stade Marcel-Michelin, Clermont-Ferrand Zuschauer: 14.649 |
| 8. Dezember 2007 14:35 WEZ | Bericht               |         |              | Stade Marcel-Michelin, Clermont-Ferrand Zuschauer: 14.649 |

| 8. Dezember 2007 17:30 WEZ | Llanelli Scarlets | 16 : 29 | Munster Rugby | Stradey Park, Llanelli Zuschauer: 10.456 |
| 8. Dezember 2007 17:30 WEZ | Bericht           |         |               | Stradey Park, Llanelli Zuschauer: 10.456 |

| 15. Dezember 2007 17:30 WEZ | London Wasps | 25 : 24 | ASM Clermont Auvergne | Adams Park, High Wycombe Zuschauer: 8.371 |
| 15. Dezember 2007 17:30 WEZ | Bericht      |         |                       | Adams Park, High Wycombe Zuschauer: 8.371 |

| 16. Dezember 2007 13:00 WEZ | Munster Rugby | 22 : 13 | Llanelli Scarlets | Thomond Park, Limerick Zuschauer: 13.200 |
| 16. Dezember 2007 13:00 WEZ | Bericht       |         |                   | Thomond Park, Limerick Zuschauer: 13.200 |

| 13. Januar 2008 13:00 WEZ | London Wasps | 40 : 7 | Llanelli Scarlets | Adams Park, High Wycombe Zuschauer: 8.173 |
| 13. Januar 2008 13:00 WEZ | Bericht      |        |                   | Adams Park, High Wycombe Zuschauer: 8.173 |

| 13. Januar 2008 16:00 MEZ | ASM Clermont Auvergne | 26 : 19 | Munster Rugby | Stade Marcel-Michelin, Clermont-Ferrand Zuschauer: 14.637 |
| 13. Januar 2008 16:00 MEZ | Bericht               |         |               | Stade Marcel-Michelin, Clermont-Ferrand Zuschauer: 14.637 |

| 19. Januar 2008 17:35 WEZ | Llanelli Scarlets | 0 : 41 | ASM Clermont Auvergne | Stradey Park, Llanelli Zuschauer: 6.491 |
| 19. Januar 2008 17:35 WEZ | Bericht           |        |                       | Stradey Park, Llanelli Zuschauer: 6.491 |

| 19. Januar 2008 17:35 WEZ | Munster Rugby | 19 : 3 | London Wasps | Thomond Park, Limerick Zuschauer: 12.257 |
| 19. Januar 2008 17:35 WEZ | Bericht       |        |              | Thomond Park, Limerick Zuschauer: 12.257 |

### Gruppe 6
|    | Team             | Spiele | Siege | Unent. | Ndlg. | Spiel- punkte | Diff. | Bonus- punkte | Tabellen- punkte |
| -- | ---------------- | ------ | ----- | ------ | ----- | ------------- | ----- | ------------- | ---------------- |
| 1. | Stade Toulousain | 6      | 4     | 0      | 2     | 130:73        | + 57  | 4             | 20               |
| 2. | Leicester Tigers | 6      | 3     | 0      | 3     | 110:79        | + 31  | 2             | 14               |
| 3. | Leinster Rugby   | 6      | 3     | 0      | 3     | 92:123        | − 31  | 0             | 12               |
| 4. | Edinburgh Rugby  | 6      | 2     | 0      | 4     | 85:142        | − 57  | 1             | 9                |

| 10. November 2007 13:30 WEZ | Leinster Rugby | 22 : 9 | Leicester Tigers | RDS Arena, Dublin Zuschauer: 18.500 |
| 10. November 2007 13:30 WEZ | Bericht        |        |                  | RDS Arena, Dublin Zuschauer: 18.500 |

| 11. November 2007 15:30 WEZ | Edinburgh Rugby | 15 : 19 | Stade Toulousain | Murrayfield Stadium, Edinburgh Zuschauer: 3.393 |
| 11. November 2007 15:30 WEZ | Bericht         |         |                  | Murrayfield Stadium, Edinburgh Zuschauer: 3.393 |

| 17. November 2007 15:00 WEZ | Leicester Tigers | 39 : 0 | Edinburgh Rugby | Welford Road Stadium, Leicester Zuschauer: 15.865 |
| 17. November 2007 15:00 WEZ | Bericht          |        |                 | Welford Road Stadium, Leicester Zuschauer: 15.865 |

| 18. November 2007 21:00 MEZ | Stade Toulousain | 33 : 6 | Leinster Rugby | Stade Ernest-Wallon, Toulouse Zuschauer: 18.806 |
| 18. November 2007 21:00 MEZ | Bericht          |        |                | Stade Ernest-Wallon, Toulouse Zuschauer: 18.806 |

| 7. Dezember 2007 15:00 WEZ | Stade Toulousain | 28 : 14 | Leinster Rugby | RDS Arena, Dublin Zuschauer: 18.145 |
| 7. Dezember 2007 15:00 WEZ | Bericht          |         |                | RDS Arena, Dublin Zuschauer: 18.145 |

| 8. Dezember 2007 15:30 WEZ | Leicester Tigers | 14 : 9 | Stade Toulousain | Welford Road Stadium, Leicester Zuschauer: 17.498 |
| 8. Dezember 2007 15:30 WEZ | Bericht          |        |                  | Welford Road Stadium, Leicester Zuschauer: 17.498 |

| 15. Dezember 2007 15:30 WEZ | Edinburgh Rugby | 29 : 10 | Leinster Rugby | Murrayfield Stadium, Edinburgh Zuschauer: 3.567 |
| 15. Dezember 2007 15:30 WEZ | Bericht         |         |                | Murrayfield Stadium, Edinburgh Zuschauer: 3.567 |

| 16. Dezember 2007 16:00 MEZ | Stade Toulousain | 22 : 11 | Leicester Tigers | Stadium Municipal, Toulouse Zuschauer: 32.500 |
| 16. Dezember 2007 16:00 MEZ | Bericht          |         |                  | Stadium Municipal, Toulouse Zuschauer: 32.500 |

| 12. Januar 2008 13:30 WEZ | Leinster Rugby | 20 : 13 | Stade Toulousain | RDS Arena, Dublin Zuschauer: 16.752 |
| 12. Januar 2008 13:30 WEZ | Bericht        |         |                  | RDS Arena, Dublin Zuschauer: 16.752 |

| 12. Januar 2008 15:30 WEZ | Edinburgh Rugby | 17 : 12 | Leicester Tigers | Murrayfield Stadium, Edinburgh Zuschauer: 5.850 |
| 12. Januar 2008 15:30 WEZ | Bericht         |         |                  | Murrayfield Stadium, Edinburgh Zuschauer: 5.850 |

| 19. Januar 2008 15:30 WEZ | Leicester Tigers | 25 : 9 | Leinster Rugby | Welford Road Stadium, Leicester Zuschauer: 17.033 |
| 19. Januar 2008 15:30 WEZ | Bericht          |        |                | Welford Road Stadium, Leicester Zuschauer: 17.033 |

| 19. Januar 2008 16:30 MEZ | Stade Toulousain | 34 : 10 | Edinburgh Rugby | Stade Ernest-Wallon, Toulouse Zuschauer: 18.890 |
| 19. Januar 2008 16:30 MEZ | Bericht          |         |                 | Stade Ernest-Wallon, Toulouse Zuschauer: 18.890 |

## K.-o.-Runde

### Setzliste
1. Saracens
2. London Irish
3. Gloucester Rugby
4. Stade Toulousain
5. Cardiff Blues
6. Munster Rugby
7. USA Perpignan
8. Ospreys

### Viertelfinale
| 5. April 2008 15:00 WESZ | London Irish                                                            | 20 : 9         | USA Perpignan                        | Madejski Stadium, Reading Zuschauer: 16.048 Schiedsrichter: Alain Rolland (Irland) |
| 5. April 2008 15:00 WESZ | Versuche: Danaher 31. n.erh. Straftritte: Hewat 21., 24., 53., 56., 62. | (11:9) Bericht | Straftritte: Montgomery 5., 27., 37. | Madejski Stadium, Reading Zuschauer: 16.048 Schiedsrichter: Alain Rolland (Irland) |

| 5. April 2008 17:30 WESZ | Gloucester Rugby      | 3 : 16        | Munster Rugby                                                                | Kingsholm Stadium, Gloucester Zuschauer: 16.500 Schiedsrichter: Nigel Owens (Wales) |
| 5. April 2008 17:30 WESZ | Straftritte: Lamb 67. | (0:8) Bericht | Versuche: Dowling 37. n.erh. Howlett 61. n.erh. Straftritte: O’Gara 15., 49. | Kingsholm Stadium, Gloucester Zuschauer: 16.500 Schiedsrichter: Nigel Owens (Wales) |

| 6. April 2008 12:30 WESZ | Saracens | 19 : 10        | Ospreys                                                              | Vicarage Road, Watford Zuschauer: 18.214 Schiedsrichter: Alan Lewis (Irland) |
| 6. April 2008 12:30 WESZ | Versuche: Leonelli 42. erh. Erhöhungen: Jackson (1/1) Straftritte: Jackson 10, 15., 59. Dropgoals: Jackson 78. | (13:3) Bericht | Versuche: James 74. erh. Erhöhungen: Hook (1/1) Straftritte: Hook 2. | Vicarage Road, Watford Zuschauer: 18.214 Schiedsrichter: Alan Lewis (Irland) |

| 6. April 2008 16:00 MESZ | Stade Toulousain | 41 : 17         | Cardiff Blues                                                                              | Stadium Municipal, Toulouse Zuschauer: 35.070 Schiedsrichter: Wayne Barnes (England) |
| 6. April 2008 16:00 MESZ | Versuche: Médard 1. erh. Kunavore 61. erh. Clerc 71. erh. Bouilhou 78. n.erh. Erhöhungen: Élissalde (3/4) Straftritte: Élissalde 5., 22., 59. Dropgoals: Élissalde 27. Heymans 80. | (16:10) Bericht | Versuche: Spice 17. erh. Ben Blair 67. erh. Erhöhungen: Blair (2/2) Straftritte: Blair 27. | Stadium Municipal, Toulouse Zuschauer: 35.070 Schiedsrichter: Wayne Barnes (England) |

### Halbfinale
| 26. April 2008 15:00 WESZ | London Irish                                                                                 | 15 : 21         | Stade Toulousain                                                                                                 | Twickenham Stadium, London Zuschauer: 30.559 Schiedsrichter: Alan Lewis (Irland) |
| 26. April 2008 15:00 WESZ | Versuche: Ojo 20. erh. Tagicakibau 44. n.erh. Erhöhungen: Hewat (1/2) Straftritte: Hewat 15. | (10:15) Bericht | Versuche: Ahotaeiloa 34. n.erh. Nyanga 38. erh. Erhöhungen: Élissalde (1/2) Straftritte: Élissalde 11., 48., 51. | Twickenham Stadium, London Zuschauer: 30.559 Schiedsrichter: Alan Lewis (Irland) |

| 27. April 2008 15:00 WESZ | Saracens                                                                               | 16 : 18        | Munster Rugby                                                                                     | Ricoh Arena, Coventry Zuschauer: 30.325 Schiedsrichter: Nigel Owens (Wales) |
| 27. April 2008 15:00 WESZ | Versuche: Ratuvou 5. erh. Erhöhungen: Jackson (1/1) Straftritte: Jackson 43., 57., 71. | (7:15) Bericht | Versuche: O’Gara 25. n.erh. Quinlan 40. erh. Erhöhungen: O’Gara (1/2) Straftritte: O’Gara 8., 62. | Ricoh Arena, Coventry Zuschauer: 30.325 Schiedsrichter: Nigel Owens (Wales) |

### Finale
| 24. Mai 2008 17:00 WESZ | Stade Toulousain                                                                                          | 13 : 16        | Munster Rugby                                                                       | Millennium Stadium, Cardiff Zuschauer: 74.417 Schiedsrichter: Nigel Owens (Wales) |
| 24. Mai 2008 17:00 WESZ | Versuche: Donguy 54. erh. Erhöhungen: Élissalde (1/1) Straftritte: Élissalde 40. Dropgoals: Élissalde 10. | (6:10) Bericht | Versuche: Leamy 38. erh. Erhöhungen: O’Gara (1/1) Straftritte: O’Gara 39., 51., 64. | Millennium Stadium, Cardiff Zuschauer: 74.417 Schiedsrichter: Nigel Owens (Wales) |

| 15                 | Cédric Heymans          |              |
| 14                 | Maxime Médard           |              |
| 13                 | Maleli Kunavore         |              |
| 12                 | Yannick Jauzion         |              |
| 11                 | Yves Donguy             | 72.          |
| 10                 | Jean-Baptiste Élissalde |              |
| 09                 | Byron Kelleher          |              |
| 08                 | Shaun Sowerby           |              |
| 07                 | Thierry Dusautoir       | 39.          |
| 06                 | Jean Bouilhou           | 61.          |
| 05                 | Patricio Albacete       | 60.          |
| 04                 | Fabien Pelous (c)       | 50. bis 60.′ |
| 03                 | Salvatore Perugini      | 55.          |
| 02                 | William Servat          |              |
| 01                 | Daan Human              |              |
| Auswechselspieler: |                         |              |
| 16                 | Alberto Vernet Basualdo |              |
| 17                 | Jean-Baptiste Poux      | 55.          |
| 18                 | Romain Millo-Chluski    | 60.          |
| 19                 | Yannick Nyanga          | 39.          |
| 20                 | Florian Fritz           |              |
| 21                 | Manu Ahotaeiloa         | 72.          |
| 22                 | Grégory Lamboley        | 61.          |

| 15                 | Denis Hurley        |             |
| 14                 | Doug Howlett        |             |
| 13                 | Rua Tipoki          |             |
| 12                 | Lifeimi Mafi        |             |
| 11                 | Ian Dowling         |             |
| 10                 | Ronan O’Gara        |             |
| 09                 | Tomás O’Leary       |             |
| 08                 | Denis Leamy         |             |
| 07                 | David Wallace       |             |
| 06                 | Alan Quinlan        |             |
| 05                 | Paul O’Connell (c)  | 57. bis 60. |
| 04                 | Donncha O’Callaghan |             |
| 03                 | John Hayes          |             |
| 02                 | Jerry Flannery      |             |
| 01                 | Marcus Horan        | 64. bis 74. |
| Auswechselspieler: |                     |             |
| 16                 | Frank Sheahan       |             |
| 17                 | Tony Buckley        | 64. 74.     |
| 18                 | Mick O’Driscoll     | 57. 60.     |
| 19                 | Donnacha Ryan       |             |
| 20                 | Peter Stringer      |             |
| 21                 | Paul Warwick        |             |
| 22                 | Keith Earls         |             |

## Statistik
Quelle: Statistik ERC

### Meiste erzielte Versuche
|   | Name              | Team                  | Versuche |
| - | ----------------- | --------------------- | -------- |
| 1 | Vincent Clerc     | Stade Toulousain      | 5        |
| 1 | Richard Haughton  | Saracens              | 5        |
| 1 | Kameli Ratuvou    | Saracens              | 5        |
| 1 | Aurélien Rougerie | ASM Clermont Auvergne | 5        |

### Meiste erzielte Punkte
|   | Name         | Team             | Punkte |
| - | ------------ | ---------------- | ------ |
| 1 | Glen Jackson | Saracens         | 123    |
| 2 | Ronan O’Gara | Munster Rugby    | 113    |
| 3 | Peter Hewat  | London Irish     | 95     |
| 4 | James Hook   | Ospreys          | 89     |
| 5 | Ryan Lamb    | Gloucester Rugby | 76     |